# Traveler (album)
Traveler – debiutancki album Rysów, warszawskiego duetu producenckiego tworzącego alternatywną muzykę elektroniczną opartą na chwytliwych melodiach. Płyta ukazała się 4 września 2015 pod szyldem niezależnej wytwórni U Know Me Records (nr katalogowy: UKM 040). Na albumie wokalnie udzielają się: Justyna Święs (członkini zespołu The Dumplings), Baasch i Piotr Zioła.

## Lista utworów
| 1.  | „Shimmer” gościnnie: Justyna Święs                    | 5:05  |
|     |                                                       |       |
| 2.  | „I Will Fly” gościnnie: Justyna Święs                 | 3:45  |
|     |                                                       |       |
| 3.  | „The Fib”                                             | 3:25  |
|     |                                                       |       |
| 4.  | „New Order” gościnnie: Justyna Święs, Baasch          | 2:38  |
|     |                                                       |       |
| 5.  | „Cold Inside” gościnnie: Baasch                       | 3:21  |
|     |                                                       |       |
| 6.  | „Brat”                                                | 4:41  |
|     |                                                       |       |
| 7.  | „Night Sleep” gościnnie: Justyna Święs                | 4:19  |
|     |                                                       |       |
| 8.  | „Undone” gościnnie: Justyna Święs, Baasch             | 2:31  |
|     |                                                       |       |
| 9.  | „Ego” gościnnie: Justyna Święs                        | 3:34  |
|     |                                                       |       |
| 10. | „Przyjmij brak” gościnnie: Justyna Święs, Piotr Zioła | 3:05  |
|     |                                                       |       |
|     |                                                       | 36:24 |
|     |                                                       |       |

## Nagrody i wyróżnienia
- „Najlepsze polskie płyty 2015 roku” według muzycznego portalu BrandNewAnthem.pl: miejsce 5.[10]
- „Najlepsze płyty roku 2015 – Polska” według Wyborczej / mediów Agory: 14. miejsce[11]